# Xyccarph myops
Xyccarph myops là một loài nhện trong họ Oonopidae.
Loài này thuộc chi Xyccarph. Xyccarph myops được miêu tả năm 1978 bởi Brignoli.